# Colpevole (Gemitaiz)
Colpevole è un singolo del rapper italiano Gemitaiz, pubblicato il 20 dicembre 2023 come unico estratto dal mixtape QVC 10.

## Descrizione
Prodotto da Sine, il singolo vede la partecipazione dei rapper italiani Franco126 e Lil Kvneki degli Psicologi.

## Classifiche
| Classifica (2023) | Posizione massima |
| ----------------- | ----------------- |
| Italia            | 53                |